# Glenn Audenaert
Glenn Audenaert (Gent, 21 september 1955) is een Belgisch voormalig politiedirecteur.

## Levensloop
Zijn vader was rijkswachter. In 1975 trad hij in dienst bij de rijkswacht. In 1989 werd hij commissaris bij de Brusselse gerechtelijke politie. In 2000 werd hij er hoofdcommissaris, als opvolger van de tien jaar eerder geschorste Frans Reyniers.
Het eerste Egmont Paper uit 2007 beschreef Audenaert als de leidende Belgische politieambtenaar belast met contraterrorisme. In dezelfde publicatie staat dat hij ooit jihadi terrorisme beschreef als een "patchwork" van zelfradicaliserende lokale groepen met internationale contacten, maar zonder enige centrale motor en enig centraal organisatorisch ontwerp.
In augustus 2009 kwam hij in het nieuws toen bekend werd dat hij een brief geschreven had naar toenmalig minister van Justitie Stefaan De Clerck (CD&V) met de vraag om een strafonderzoek te openen naar corruptie binnen de Brusselse magistratuur. Nadat de minister zijn positief injunctierecht gebruikte om een onderzoek te gelasten, barstte de zaak rond handelsrechter Francine De Tandt los.
Op 17 november 2009 zond het Canvas-programma Hoge Bomen een lange documentaire uit waarvoor Audenaert anderhalf jaar was gevolgd.

## Beschuldigingen van corruptie
In 2010 werd een gerechtelijk onderzoek opgestart tegen Audenaert. De Nederlandse vastgoedmagnaat Frank Zweegers van Breevast zou hem tienduizenden euro's hebben betaald. Lobbyist Koen Blijweert diende als tussenpersoon.
In november 2011 was hij als directeur van de Brusselse Federale Gerechtelijke Politie, evenals Eddy Baelemans, het hoofd van de lokale politie in Antwerpen, kandidaat om Fernand Koekelberg op te volgen als commissaris-generaal van de federale politie. Uiteindelijk werd Catherine De Bolle aangeduid als nieuwe commissaris-generaal.
Begin juni 2012 onderzocht het parket van Dendermonde Audenaerts kantoor in de gebouwen van de Brusselse federale gerechtelijke politie en in zijn privéwoning in Knokke.Na deze huiszoekingen startten minister van Binnenlandse Zaken Joëlle Milquet (cdH) en commissaris-generaal Catherine De Bolle een tuchtonderzoek tegen Audenaert. Op 15 juni werd Audenaert door de onderzoeksrechter in Dendermonde in verdenking gesteld van schending van het beroepsgeheim en valsheid in geschrifte. Directeur-generaal a.i. van de federale gerechtelijke politie Valère De Cloet schorste Audenaert diezelfde dag nog. Eind juni werd deze schorsing door minister minster van Binnenlandse Zaken Joëlle Milquet (cdH) en minister van Justitie Annemie Turtelboom (Open VLD) bevestigd en verlengd tot vier maanden. In september 2012 nam Audenaert ontslag door zijn mandaat neer te leggen. In september 2015 werd hij bijkomend in verdenking gesteld wegens passieve corruptie en witwassen.
In februari 2017 maakte de krant Het Laatste Nieuws bekend dat Audenaert samen met zijn partner de bed and breakfast van journalist Gui Polspoel in Oostende overnam.
In september 2018 raakte via de krant De Tijd bekend dat er na zeven jaar onderzoek wegens corruptie een procedurefout in het onderzoek tegen hem was ontdekt door het parket-generaal van Gent zelf.
In maart 2021 raakte bekend dat Glenn Audenaert zijn invloed als directeur van de federale gerechtelijke politie in Brussels zou hebben misbruikt om in 2013 de hoofdzetel van de federale politie te verhuizen naar het ruime kantorencomplex van het Rijksadministratief Centrum aan de Brusselse Koningsstraat. Audenaert zou zich hiervoor hebben laten betalen door projectontwikkelaar Frank Zweegers, de voormalige mede-eigenaar van het gebouw, en zijn vriend Koen Blijweert. Meer dan tien jaar na de start van het gerechtelijk onderzoek vroeg het Openbaar Ministerie de raadkamer om Audenaert door te verwijzen naar de correctionele rechtbank voor openbare omkoping, witwassen, schending van het beroepsgeheim en valsheid in geschrifte. Na anderhalf jaar uitstel besliste de raadkamer in december 2022 dat Audenaert moest terechtstaan in Dendermonde.